# Tughlak-dynastiet
Tughlak Dynastiet (persisk: سلطنت تغلق) var en dynasti i Delhisultanatet, og Ala-ed-Din Khaldji (1295-1315) var dette dynastis mest fremtrædende hersker. Han generobrede Gujarat fra hinduerne, erobrede Malwa og fortsatte sit sejrrige felttog langt ned i Deccan. Dynastiet blev grundlagt i 1320 som et sultanat på det Indiske subkontinent, og det fortsatte til og med 1413. De meste berømte Tughlaksultaner er følgende:
- Ala-ed-Din Khaldji (1295-1315)
- Ghiyas ud din Tughluq Shah I (1320-1325)
- Muhammad bin Tughlak (1325 – 1351))

Muhammed Tughlak var temperamentsfuld konge, og derfor betragter nogle historikere ham som en galning, hvad han muligvis ikke var. Dog er det rigtig, at han tog forkerte beslutninger, som medførte fiaskoer. For eksempel flyttede han sin hovedstad fra Delhi til Daulat Abad, og han angreb Kina og Khorasan i Iran.
Som helhed var han dog en god person. Den berømte rejsende, Ibn Battuta kom til Indien på hans tid, og Muhammed Tughlak gjorde Ibn Battuta til Qazi eller dommer. En gang havde én af Muhammed Tughlaks hoffolk beskyldt Muhammed Tughlak for at have dræbt hofmandens bror. Ibn Battuta indkaldte Muhammed Tughlak til retten og beordrede ham til at betale blodpenge til sin rival. Muhammed accepterede dommen og betalte med det samme blodpengene til rivalen.
Muhammed Tughlak er også kendt for at have indført bronzepenge i sit rige.
| År        | Sultan                                 |
| 1320      | Nasr Al-Din Khusrau Shah 'Inkräktaren' |
| 1320-1325 | Tughluq Shah I                         |
| 1325-1351 | Muhammad Shah II                       |
| 1351      | Mahmud Ibn Mohammed                    |
| 1351-1388 | Firuz Shah                             |
| 1388-1389 | Tughluq Shah II                        |
| 1389-1390 | Abu Bakr Shah                          |
| 1390-1393 | Mohammed Shah III                      |
| 1393      | Sikander Shah I                        |
| 1393-     | Mahmud Shah II                         |
| 1395      | Nusrat Shah                            |
| 1399-     | Timur Lenk (Interregnum)               |